# Prótesis discal
La Artroplastia  del disco intervertebral es una cirugía ortopédica para tratar principalmente la Espondilosis o también llamada Enfermedad Degenerativa del Disco (EDD), en la cual mediante una cirugía, se usa una prótesis que sustituye funcionalmente a los discos intervertebrales, que se encuentran entre las vértebras, como un elemento amortiguador, espaciador y con unidad de movimiento en los planos traslacional y rotacional.

## Historia
En 1966 se realizó la primera artroplastia discal, fabricada por un cono de acero, con un abordaje quirúrgico anterior, por el Dr. Ulf Fernström, prótesis que presentó un hundimiento a largo plazo, razón por la cual se dejó de utilizar. En 1974, nace la primera prótesis discal en tres partes; dos platillos y un núcleo central, por Hoffman y Daimler. En 1984, se crea la prótesis Charité, diseñada por Shellnack y Buttner, y fabricada por Waldermar Link G MBH. En 1989, en Francia, fue diseñada la prótesis discal Prodisc, por Thierry Marnay.
El dolor lumbar es uno de los motivos más frecuente en las consultas traumatológicas y ortopédicas, presente más comúnmente en adulto y adultos mayores. Las causas más frecuentes son principalmente degeneración del disco intervertebral. La degeneración discal más que ser una patología es un proceso común del envejecimiento, así como la degeneración de otros tejidos u órganos, el disco intervertebral pierde líquido (su mayor componente) y proteoglicanos, lo que conlleva a una pérdida de altura, lo que genera una incapacidad de realizar los movimientos biomecánicos, lo que también estimula los nociceptores, lo que finalmente genera el dolor lumbar bajo.
El disco degenerado también es llamado Disco negro.

## Tratamientos
Los tratamientos usados anteriormente o llamados ‘’tradicionales’’ para tratar la patología del Disco Degenerado o Espondilosis son:
- Tratamiento conservador: Mediante medicamentos y fisioterapia
- Discectomía simple: En pacientes con compresión directa de las raíces nerviosas. Consiste en extraer el núcleo pulposo. Generalmente, estos pacientes requieren una fusión vertebral.
- Fusión o artrodesis: Consiste en extraer el disco intervertebral y posteriormente fusionar las vértebras, ya sea por un injerto de hueso o uniéndose con placas metálicas.[7][8]

## Tratamiento con Artroplastia discal
La artroplastia discal, así como otras artroplastias, como la artroplastia de cadera y la artroplastia de rodilla, consiste en una intervención quirúrgica de reemplazo mediante una prótesis del segmento articular, que en este caso corresponde a la del disco intervertebral.
Uno de los objetivos de esta cirugía es tratar las desventajas de otras cirugías o tratamientos como las de la artrodesis, cirugía que básicamente consiste en extirpar el disco degenerado, y fusionar las dos vértebras que se encuentran en el espacio dejado por el disco. Este tratamiento quirúrgico alivia el dolor, pero las vértebras que se encontraban rodeando el disco quedan inmóviles, impidiendo así movimientos de flexoextensión y rotación propios de una articulación como la de los discos intervertebrales. Otra desventaja es que, a largo plazo, se pueden degenerar los segmentos adyacentes debido a una sobrecarga por parte de las vértebras y discos intervertebrales adyacentes.
Es por eso, que la artroplastia, surge como una solución a las desventajas que provoca una artrodesis, cirugía que es la más usada para tratar la degeneración del disco.
Dando respuesta a una problemática que hasta el día de hoy afecta a la vida de las personas, el dolor lumbar. Según las estadísticas, el dolor lumbar es la segunda causa de atención en las consultas ortopédicas, siendo un factor importante en la vida de las personas, ya que afecta distintos aspectos de su vida, ya que en algunos casos interfiere en la productividad, ya sea laboralmente, o en actividades de su quehacer diario, teniendo dificultad para desarrollar un día normal. Por lo tanto, una artroplastia de este tipo, no solo aliviaría el dolor, sino que también cambiaría la calidad de vida de la persona.
Por lo tanto el tratamiento quirúrgico con esta prótesis, pretende que la sustitución replique las funciones de un disco intervertebral normal, conllevando consigo:
- Un mantenimiento de la movilidad
- Eliminar completamente el dolor
- Mantener una mejor calidad de vida

La sustitución del disco intervertebral suele ocurrir más frecuentemente a nivel lumbar, pero también puede ser una sustitución a nivel de los discos que se encuentren en la región cervical.

## Prótesis
Desde la primera artroplastia hasta hoy, se han creado varias prótesis, con características físicas y funcionales distintas. Dentro de las cuales nos referiremos a tres: SB Charité, Prodisc y M6-L
SB Charité:
Formada por dos platillos constituidos por Cromo-Cobalto de alta calidad, que cuenta con ‘’dientes’’, 3 anteriores y 3 posteriores, que permite la fijación de los platillos a los segmentos vertebrales. En las versiones de cuarta generación, contienen un recubrimiento de Titanio-Fosfato que promueve la osteointegración una vez realizada la implantación. También está constituido por un núcleo central de polietileno de alta densidad biconvexo que calza con las concavidades de los platillos por la parte interna, lo que permite movimientos de flexo-extensión, rotación e inclinación. lo que clasifica a esta prótesis como no constreñida.
La prótesis Charité fue el primer diseño en ser aprobado en 2004 por la FDA, con más de 10000 prótesis implantadas en más de 30 países.
En la actualidad existen 5 tamaños y 4 alturas, lo que permite generar combinaciones dependiendo de la anatomía estructural del paciente o usuario, para así tratar satisfactoriamente la patología.
Prodisc:
Segunda prótesis aprobada por la FDA, creada por Thierry Marnay en 1989, Montepellier, Francia. Está conformada por platillos de Cromo-Cobalto-Molibdeno, con dos pequeños dientes en cada lado de los platillos y por dos dientes centrales. Las superficies de los platillos que quedan en contacto con el hueso contienen plasma de titanio que promueve el crecimiento óseo y la fijación por osteointegración. El segmento interno está formado por polietileno de ultra alto peso molecular (PUAPM). La prótesis es semi-constreñida, lo que significa que permite movimientos de flexo-extensión y flexión lateral
La prótesis viene en dos tamaños, tres alturas y dos ángulos de lordosis.
Requisitos mínimos propuestos para el uso de Prodisc:
Los siguientes requisitos se añaden a los ya mencionados para el uso general de las prótesis.
- Debe padecer discopatía degenerativa (EDD) en sólo un nivel entre las vértebras L3 y S1. La determinación de EDD se hace sobre la base de los antecedentes, radiografías y exámenes médicos.
- Debe haber sido sometido a al menos seis meses de tratamiento tradicional sin éxito como por ejemplo: Medicamentos, fisioterapia, etc.
- Las vértebras deben tener dimensiones adecuadas para tolerar el dispositivo protésico.
- Debe tener una anatomía de la columna que permita la implantación adecuada y que no interfiera en el funcionamiento adecuado del dispositivo.

M6-L/C:
Formado por un núcleo central artificial hecho de uretano policarbonato y un anillo fibroso hecho de polietileno. El núcleo y el anillo, replican de manera equivalente el disco intervertebral natural en cuanto a movimientos, lo que quiere decir que es una prótesis de tipo no-constreñida, lo que permite los movimientos en los 6 grados de libertad. Presenta también dos placas de titanio que limitan la prótesis con quillas que permiten el anclaje de la prótesis al hueso y su integración mecánica
Esta prótesis está diseñada para generar movimientos con la mayor naturalidad posible, evitando la degeneración de los niveles adyacentes y disminuyendo la tensión al mínimo.

## Indicaciones y Contraindicaciones
La selección de los pacientes aptos para la artroplastia discal es altamente específica y selectiva, debido a que pueden haber diversos factores que pueden interferir tanto en la cirugía en sí, como en el funcionamiento postoperatorio de la prótesis, es muy importante que se hagan todos los procedimientos necesarios para poder concluir qué paciente es apto y qué paciente no bajo rigurosos criterios de selección.
Es por eso que existen indicaciones o requisitos para acceder a la artroplastia discal, como también contraindicaciones:
• Indicaciones:
1. Dolor crónico de tipo discogénico.
2. Por Enfermedad Degenerativa del Disco o Espondilosis.
3. En pacientes con una degeneración del disco intervertebral y que hayan pasado por tratamientos quirúrgicos y no quirúrgicos previos sin éxito.
4. Pacientes con esqueleto sano y maduro.
5. Se precisa historia clínica detallada, para evaluar todo tipo de factores que puedan interferir en la intervención y en su funcionamiento postoperatorio.
6. Evaluación precisa de pruebas imagenológicas para la identificación de un paciente apto.

• Contraindicaciones:
1. Infección sistémica, activa o localizada en lugar de implantación
2. Osteopenia u osteoporosis definida
3. Estenosis vertebral lumbar ósea
4. Alergia o sensibilidad a los materiales del implante
5. Síndromes de compresión radicular aislada
6. Platillos vertebrales afectados
7. Tumores o fracturas del cuerpo vertebral
8. Espondilolistesis superior al primer grado
9. Obesidad severa
10. Fibrosis epidural
11. Vasculopatías
12. Embarazo